# Макнилл, Чарли
Ча́рли Ма́ртин Макни́лл (англ. Charlie Martin McNeill; родился 9 сентября 2003) — английский футболист, нападающий клуба «Шеффилд Уэнсдей».

## Клубная карьера
Родился в Дройлсдене (Теймсайд, Большой Манчестер). Начал карьеру в составе футбольной академии «Манчестер Юнайтед». В 2014 году стал игроком футбольной академии «Манчестер Сити». Забил более 600 голов на юношеском уровне.
В 2020 году «Манчестер Юнайтед» согласовал трансфер Макнилла за 750 000 фунтов.
8 сентября 2022 года Макнилл дебютировал в основном составе «Манчестер Юнайтед» в матче группового этапа Лиги Европы УЕФА против испанского клуба «Реал Сосьедад».
31 января 2023 года отправился в аренду в клуб Лиги 2 «Ньюпорт Каунти» до окончания сезона 2022/23.
1 сентября 2023 года отправился в аренду в клуб «Стивенидж».
Летом 2024 года покинул «Манчестер Юнайтед» в качестве свободного агента. 10 июля 2024 года подписал контракт с клубом Чемпионшипа «Шеффилд Уэнсдей».

## Личная жизнь
Имеет спонсорский контракт с немецким брендом adidas.